# Cerynea mesophaea
Cerynea mesophaea là một loài bướm đêm trong họ Erebidae.